# Continental Bulldog
Der Continental Bulldog ist eine von der FCI 30.03.2022 provisorisch anerkannte Hunderasse aus der Schweiz.

## Herkunft und Geschichtliches
Als Anfang des 21. Jahrhunderts in der Schweiz die Diskussionen über verschärfte Tiergesetze und Zuchtbestimmungen, die „das Erzeugen und Halten von Tieren mit bestimmten Merkmalen, insbesondere Abnormitäten im Körperbau und Verhalten…“ verbieten sollte begannen, entschloss sich Imelda Angehrn im Frühjahr 2001, einen Zuchtversuch zur Erzeugung eines mittelgroßen Bulldog zu unternehmen, der alle vom Tierschutz geforderten Voraussetzungen an einen gesunden Hund erfüllen sollte. Im Sommer 2001 fiel mit Bewilligung der Schweizerischen Kynologischen Gesellschaft (SKG) der erste Kreuzungswurf English Bulldog × Olde English Bulldogge. Diese Hunde wurden in der Folge unter der Bezeichnung Pickwick Bulldogs Old Type (PBOT) geführt.
Es zeigte sich schnell, dass eine Rückkreuzung in den English Bulldog wegen der Ablehnung durch den standardgebenden Zuchtverband in England nicht möglich war. Das Zuchtprogramm an sich war jedoch ein Erfolg: Die Kreuzungen zeigten, dass der Versuch, die gesundheitliche Situation des English Bulldogs zu verbessern, auf die Schaffung einer neuen Rasse hinauslief, die dem ursprünglichen Typ des Bulldogs sehr nahekommt. Aus Vertretern des Arbeitsausschusses für Zuchtentwicklung und Zuchtförderung der SKG bildete sich eine Projektgruppe, die auf die Anerkennung einer neuen Bulldog-Rasse hinarbeitete. Es wurden über 70 Hunde von einem Tierarzt und Richter beurteilt und deren Eintragung in das Anhangregister des Schweizerischen Hundestammbuches (SHSB) beantragt.
Danach hatte sich der Zentralvorstand der SKG mit diesem Projekt zu befassen. Am 15. September 2004 wurde dem Antrag zur Anerkennung der neuen Rasse, zwecks Abgrenzung vom English Bulldog unter der Bezeichnung Continental Bulldog, stattgegeben. Die Entscheide und Maßnahmen zur Bildung der neuen Rasse wurden in Absprache mit der Fédération Cynologique Internationale (FCI) getroffen. Der Continental Bulldog wird, wenn er die von der FCI geforderten Bedingungen erfüllt und als neue Rasse anerkannt ist, eine Schweizer Rasse werden. Am 5. Dezember 2004 wurde der Continental Bulldog Club Schweiz (CBCS) gegründet. Am 24. Januar 2011 wurde bei der FCI der Antrag zur Anerkennung der Rasse eingereicht. In einem Schreiben der SKG vom 27. Februar 2014 an den FCI-Vorstand heißt es zu dem Antrag: „Mit grosser Enttäuschung haben wir vom Entscheid (am 20. November 2013 per E-Mail übermittelt) des FCI-Vorstandes betreffend die Nichtanerkennung des Continental Bulldog als neue Rasse Kenntnis genommen. […] Absolut nicht nachvollziehbar […] sind […] die Empfehlungen und Argumentationen der beiden vorberatenden FCI-Kommissionen [Standardkommission und Wissenschaftliche Kommission – d. A.], welchen schlussendlich der FCI-Vorstand gefolgt ist und die zu diesem negativen Entscheid geführt haben. Der Continental Bulldog unterscheidet sich massgeblich in allen entscheidenden Kriterien von der Englischen Bulldogge.“

## Beschreibung
Der Continental Bulldog ist ein athletisch gebauter, bulldogartiger aber beweglicher Hund. Er wird laut Standard bis max. 50 cm groß und bis zu 30 kg schwer.
Der Kopf ist weniger massig als bei der Englischen Bulldogge, mit weniger Falten und einem deutlichen Stop. Der Vorbiss ist nicht so ausgeprägt. Der Hals ist kurz und kräftig. Seine Läufe sind stämmig, wobei die Vorderläufe viel enger zusammenstehen als bei der Englischen Bulldogge. Das Fell ist kurz und dicht, glatt, mit oder ohne Unterwolle. Alle Farben in Kombination mit schwarzer Nase sind erlaubt: Einfarbig oder mit weiß kombiniert, mit oder ohne schwarze Maske.

## Wesen
Im Rassestandard wird der Continental Bulldog als aufmerksam, selbstsicher, freundlich und weder aggressiv noch scheu beschrieben, er gilt als anhänglich und liebevoll, benötigt jedoch klare Grenzen um das positive, stürmische Wesen in Zaum zu halten.